# Acetobacteriàcies
Acetobacteraceae (Bacteris d'àcid acètic, AAB) són bacteris que obtenen l'energia de l'oxidació de l'etanol a àcid acètic mitjançant la respiració aeròbica. Per tant, l'alcohol produit durant la fermentació, si és exposat a l'oxigen, pot ser transformat en vinagre. Aquest és un dels processos de deteriorament més habituals dels vins quan aquests no es preserven adequadament.
Són bacteris amb forma de bastó gram negatius obligats. No s'han de confondre amb els del gènere Acetobacterium, els quals són anaerobis i poden reduir el diòxid de carboni per produir àcid acètic,per exemple, Acetobacterium woodii.
Les acetobacteriàcies per tot arreu. Es troben presents quan es forma etanol com a resultat de la fermentació dels sucres. Es poden aïllar del nèctar de les plantes i de les fruites espatllades, també de la sidra fresca i de la cervesa sense pasteuritzar ni filtrar. Les mosques Drosophilidae o Turbatrix aceti es consideren els vectors comuns per propagar les Acetobacteraceae a la natura.
Alguns gèneres, com Acetobacter, poden eventualment oxidar l'àcid acètic a diòxid de carboni i aigua usant enzims del cicle de Krebs. Altres gèneres com Gluconobacter, no oxiden l'àcid acètic.

Alguns bacteris de l'àcid acètic, com Acetobacter xylinum, se sap que sintetitzen cel·lulosa, cosa que normalment només ho fan les plantes.
Com que aquests bacteris produeixen àcids, normalment són tolerants a l'acidesa, creixent millor per sota del pH 5,0, encara que el pH òptim pel seu creixement és 5,4-6,3.